# Hornbeck
Hornbeck é uma cidade  localizada no estado americano de Luisiana, na Paróquia de Vernon.

## Demografia
Segundo o censo americano de 2000, a sua população era de 435 habitantes.
Em 2006, foi estimada uma população de 386, um decréscimo de 49 (-11.3%).

## Geografia
De acordo com o United States Census Bureau tem uma área de
3,0 km², dos quais 3,0 km² cobertos por terra e 0,0 km² cobertos por água. Hornbeck localiza-se a aproximadamente 107 m acima do nível do mar.

## Localidades na vizinhança
O diagrama seguinte representa as localidades num raio de 28 km ao redor de Hornbeck.